# 9689 Фройдентал
9689 Фройдентал (9689 Freudenthal) — астероїд головного поясу, відкритий 24 вересня 1960 року.
Тіссеранів параметр щодо Юпітера — 3,355.